# ブレズレン・オブ・ザ・ロング・ハウス
『ブレズレン・オブ・ザ・ロング・ハウス』（原題：The Brethren of the Long House）は、アメリカ合衆国のヘヴィメタル・バンド、ライオットが1995年に発表した9作目のスタジオ・アルバム。日本で先行発売された。

## 解説
バンドの中心人物マーク・リアリが映画『ラスト・オブ・モヒカン』に感銘を受けたことから、アメリカ・インディアンを題材とした作品となった。アルバム・タイトルの「The Brethren of the Long House」はイロコイ連邦のことで、CDの英文ブックレットにはイロコイ連邦憲法の条文が引用されている。
アルバムの冒頭と末尾に収録されたインストゥルメンタルは『ラスト・オブ・モヒカン』の楽曲のカヴァーで、メイン・テーマだけでなく挿入曲「Elk Hunt」も取り入れられている。また、ゲイリー・ムーアのカヴァー「アウト・イン・ザ・フィールズ」は、マイク・ディメオとマーク・リアリのツイン・ボーカルのスタイルで収録された。
元TNTのジョン・マカルーソが大部分の曲でドラムスを担当。また、マカルーソはジャケット・デザインも手掛けている。
ドイツでは、ライヴ・アルバム『ライオット・イン・ジャパン〜ライヴ!!』（1992年）と同内容のボーナスCDが付属したヴァージョンも限定発売された。また、メタル・ブレイド・レコーズから発売されたアメリカ盤CDは、ボーナス・トラック「Sailor」が追加されて14曲入りとなった。

## 収録曲
特記なき楽曲はマーク・リアリとマイク・ディメオの共作。
1. ラスト・オブ・ザ・モヒカンズ（イントロ） - "The Last of the Mohicans (Intro)" (Trevor Jones) - 1:41
2. グローリー・コーリング - "Glory Calling" - 5:11
3. ローリング・サンダー - "Rolling Thunder" (Mike Flyntz, Mike DiMeo) - 3:56
4. レイン - "Rain" - 4:58
5. ウンディッド・ハート - "Wounded Heart" - 3:56
6. ブレズレン・オブ・ザ・ロング・ハウス - "The Brethren of the Long House" (M. Flyntz, M. DiMeo) - 5:23
7. アウト・イン・ザ・フィールズ - "Out in the Fields" (Gary Moore) - 4:02
8. サンタ・マリア - "Santa Maria" - 3:49
9. ブラッド・オブ・ジ・イングリッシュ - "Blood of the English" - 5:49
10. ゴースト・ダンス - "Ghost Dance" (Mark Reale, M. DiMeo, M. Flyntz, Pete Perez, John Macaluso) - 5:35
11. シェナンドー - "Shenandoah" (Traditional) - 3:57
12. ホーリー・ランド - "Holy Land" - 4:47
13. ラスト・オブ・ザ・モヒカンズ - "The Last of the Mohicans" (T. Jones) - 6:26

### 1999年アメリカ盤CDボーナス・トラック
1. "Sailor" - 6:16

## 参加ミュージシャン
- マイク・ディメオ - ボーカル
- マーク・リアリ - ギター、バッキング・ボーカル
- マイク・フリンツ - ギター
- ピート・ペレス - ベース
- ジョン・マカルーソ - ドラムス、パーカッション

アディショナル・ミュージシャン
- ボビー・ジャーゾンベク - ドラムス(on #1, #4, #12, #13)
- スティーヴ・ローブ - ハモンドオルガン、バッキング・ボーカル、ストリングス、オーケストレーション
- ケヴィン・ダン - ストリングス、オーケストレーション
- Phil Mangalanous - ストリングス、オーケストレーション
- Steve Briody - ストリングス、オーケストレーション
- David L. Spier - トランペット